# 함안 무진정
함안 무진정(咸安 無盡亭)은 대한민국 경상남도 함안군 함안면에 있는 정자이다.
1976년 12월 20일 경상남도의 유형문화재 제158호 무진정으로 지정되었다가, 2018년 12월 20일 현재의 명칭으로 변경되었다.

## 현지 안내문
조삼(趙參)선생이 후진양성과 남은 여생을 보내기 위해 지금의 자리에 직접 지은 정자로서 자신의 호를 따라 무진정(無盡亭)이라 명명하였다.
무진선생은 1473년(성종 4년)에 태어나 성종 20년(1489) 진사시에 합격하고 중종 2년(1507) 문과에 급제하였다. 함양 · 창원 · 대구 · 성주 · 상주의 부사와 목사를 역임하고, 내직으로 사헌부(司憲府) 집의(執義) 겸 춘추관(春秋館) 편수관(編修官)을 지냈다.
앞면 3칸 · 옆면 2칸의 건물로 지붕은 옆면이 여덟 팔자 모양과 비슷한 팔작지붕이다. 앞면의 가운데 칸에는 온돌방이 아닌 마루방으로 꾸며져 있고, 정자 바닥은 모두 바닥에서 띄워 올린 누마루 형식이다.
기둥 위에 아무런 장식이나 조각물이 없어 전체적으로 단순하고 소박한 건물로 조선 전기의 정자 형식을 잘 보여주고 있다.

## 참고 문헌
- 이 문서에는 다음커뮤니케이션(현 카카오)에서 GFDL 또는 CC-SA 라이선스로 배포한 글로벌 세계대백과사전의 내용을 기초로 작성된 글이 포함되어 있습니다.

## 같이 보기
- 무산사 - 경상남도 유형문화재 제143호

## 참고 자료
- 함안 무진정 - 국가유산청 국가유산포털